# Bartolomeo della Gatta

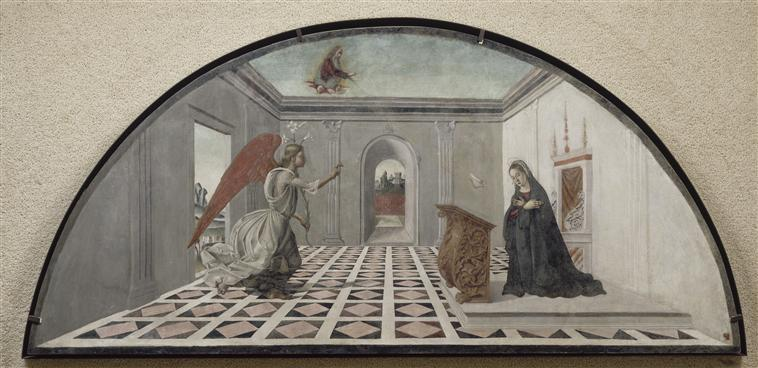
L'Anunciació de Bartolomeo della Gatta. ca 1500. Museu del Petit Palau d'Avinyó.

Bartolomeo della Gatta (1448 — 1502), nat Pietro di Antonio Dei, va ser un pintor, miniaturista i arquitecte italià de Florència. Era fill d'un orfebre. Va ser col·lega de Fra Bartolommeo. L'any 1468 es va fer monjo de l'orde dels camaldulesos, probablement a l'església de Santa Maria degli Angeli de Florència, a la qual havia ingressat feia poc el seu germà Niccolò. En prendre els hàbits va adoptar el nom de Bartolomeo. Al voltant de 1481 va ser convocat a Roma, on va contribuir a la decoració al fresc dels murs de la Capella Sixtina.
Va arribar a ser abat de l'Abadia de Sant Climent, a Arezzo. Va morir l'any 1502 i està enterrat a aquesta abadia.